# Billeder af verden
Billeder af verden er et studiealbum fra 7. november 1994 med det danske band Love Shop. Albummet er udgivet på pladeselskabet Pladekompagniet som CD (PCCD 8077). 
Alle albummets sange er skrevet af Jens Unmack, og musikken komponeret af Unmack og Hilmer Hassig.
Albummet er indspillet i PUK Studierne.
Albummets sange spænder over en forskellighed af stilarter. Forsanger Jens Unmack har udtalt, at det var tanken at lave en dansk pop-udgave af 'Sgt. Pepper', men at det endte med at blive en plade med "et band, der har travlt med at være alt andet end sig selv".

## Trackliste
1. Billeder Af Verden (5:00)
2. Det Er Mit Liv (2:46)
3. Skudt Ned (4:07)
4. Det Elsker Jeg (5:16)
5. Alt Skal Bort (4:09)
6. Fuck Min Højdeskræk (3:53)
7. Krig & Ro (Krig) (2:59)
8. Tag Mig, Hold Mig, Løft Mig (3:33)
9. Honda Be Sweet (2:15)
10. Stjerner Der Falder (5:09)
11. Min Pizza-Ven	(4:01)
12. Krig & Ro (Ro) (2:49)
13. Gin + Tonic (4:19)
14. Alle Går Og Fryser (3:27)

## Medvirkende
- Jens Unmack, sang
- Hilmer Hassig, guitar, keyboards, el-bas og Moog synthesizer (på #4)
- Henrik Hall, mundharpe, fløjte og saxofon

Studiemusikere, produktion m.v.
- Mikael Dehn, kor og korarrangement
- Thomas Duus, trommer
- Asger Steenholdt, el-bas
- Finn Verwohlt, rytmeguitar og assisterende producer
- Kåre Bjerkø, keyboards (tracks 3, 6, 10-12)
- Stephan Grabowski, trommer på "Fuck min højdeskræk"
- Jesper Siberg, keyboards (tracks: 1, 5, 8, 11, 14)
- Kim G. Rasmussen, keyboards (tracks: 1 og 2) og teknik
- Oli Poulsen, bas og assisterende producer track 6
- Kor: Jimmy Jørgensen (tracks: 1, 4, 11, 13), Louise Ellerbæk (tracks: 11, 13), Nanna Lüders (tracks: 1-3, 5-8, 10-12, 14) og Wili Jønsson (tracks: 1, 4, 5, 9, 10)